# Cronsberg

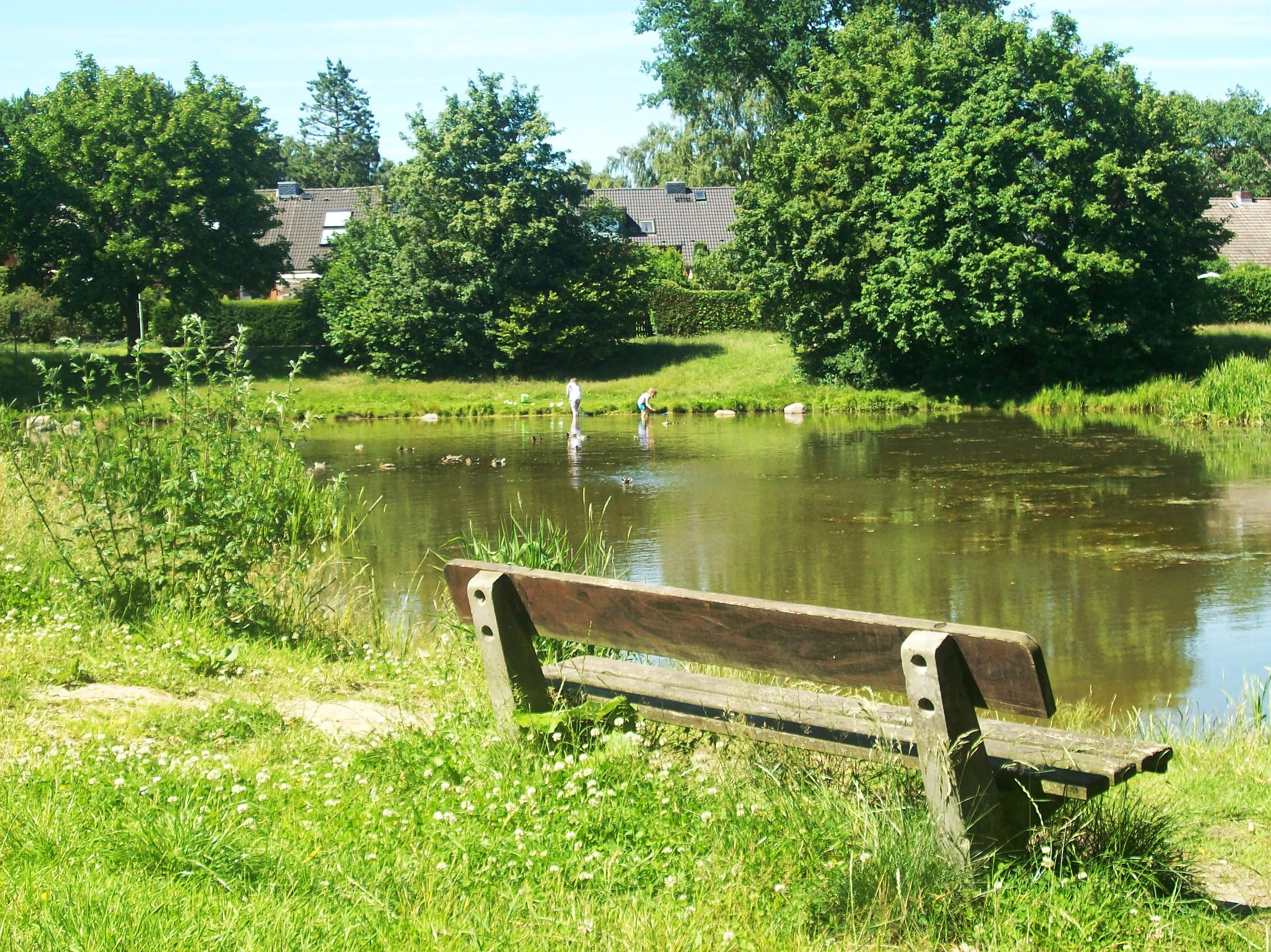
Teich an der Schönningstedter Straße

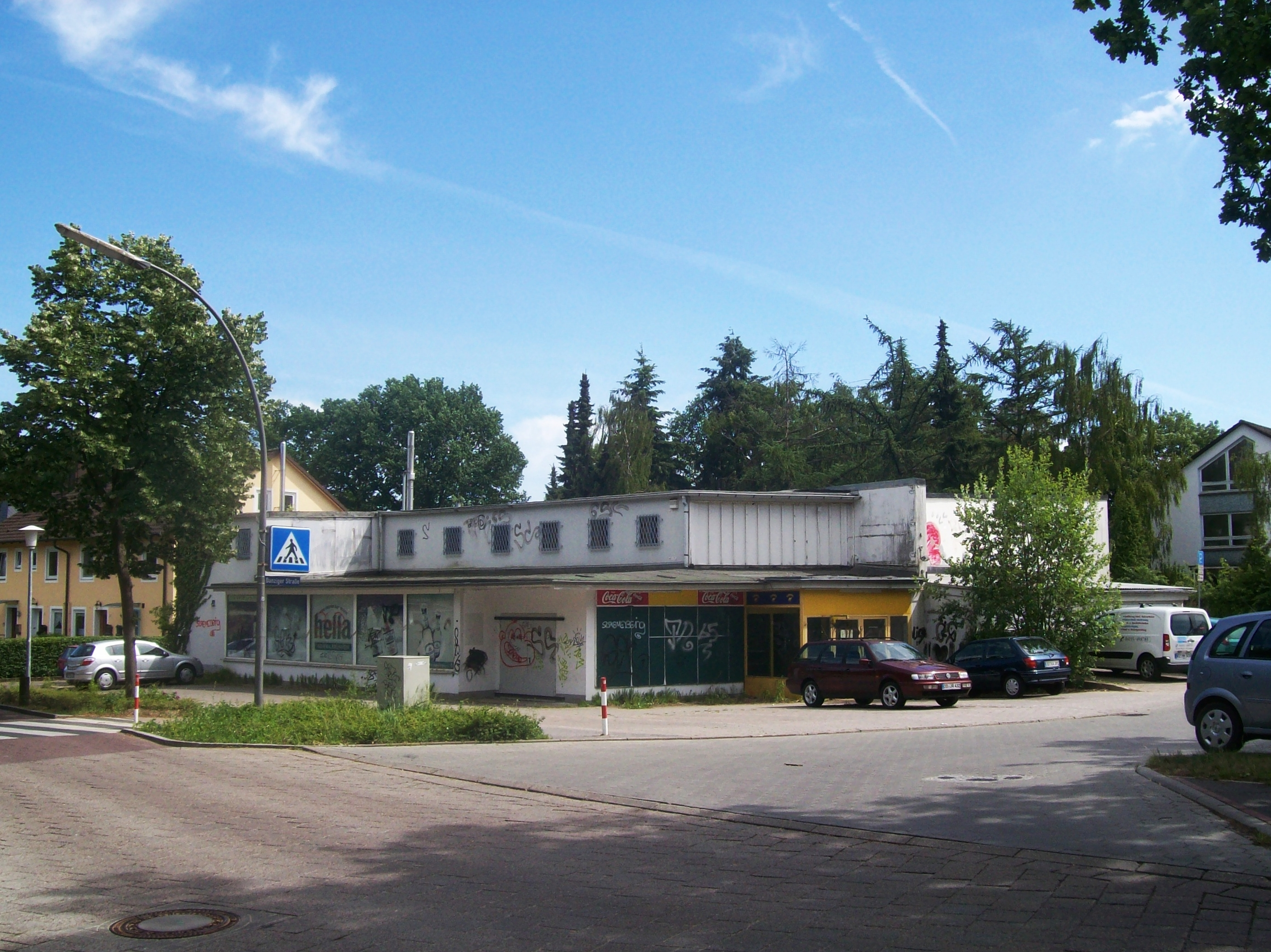
Ehemaliges Kino „Carpe diem“ kurz vor dem Abriss

Cronsberg bildet zusammen mit Prahlsdorf einen alten Stadtteil von Reinbek, Schleswig-Holstein. Der Name der Siedlung entstammt einer alten Flurbezeichnung.

## Geographie
Das Gebiet liegt 18 km östlich von Hamburg auf einer Höhe von 27 m ü. NN und umfasst grob das Gelände zwischen der Schönningstedter Straße, der Kampstraße und dem Jahnckeweg.

## Geschichte
Die Stadt Reinbek gehört seit dem Ende des Zweiten Weltkrieges zur Metropolregion Hamburg und bekam dadurch Priorität für die Schaffung von Wohnungsraum.
Die Siedlung Cronsberg entstand unmittelbar nach dem Zweiten Weltkrieg auf Freiflächen innerhalb von Alt-Reinbek und war als Antwort auf die Wohnungsnot der großen Anzahl von Heimatvertriebenen aus den Ostgebieten und Hamburger Ausgebombten vorgesehen. Die Einwohnerzahl Reinbeks stieg damals von ca. 4.000 im Jahre 1939 auf fast 10.000 im Jahre 1948.
Das Gebiet, auf dem die Siedlung entstehen sollte, war bis Anfang der 1950er Jahre Ackerland und gehörte dem nach Amerika ausgewanderten Bergedorfer Kaufmann Richard Meyer. Nach schwierigen Verhandlungen der Stadt Reinbek und des damaligen Bürgermeisters Hermann Körner mit Meyer konnte es von der Kieler WoBau erworben werden.
Den ausgeschriebenen Architekturwettbewerb gewann 1954 der Architekt Konstanty Gutschow und bereits im gleichen Jahr wurde mit der Bebauung der ersten Teilabschnitte begonnen. Die Siedlung wurde als Mischgebiet konzipiert, bestehend aus Rentnerwohnungen, Mietwohnungen und Reiheneigenheimen. Zusätzlich wurde die Ansiedlung von Gewerbe und Einzelhandel, Tankstelle und Hotel vorgesehen. Ein großzügiger Grüngürtel wurde für Erholung und Kinderspielmöglichkeiten konzipiert und nach Plänen des Gartenarchitekten Lemke hergerichtet. Besonderheit war die Absicht, städtisches und privates Grün als zusammenhängende Wohnlandschaft wirken zu lassen. Einfriedungen durften deshalb nur aus lebendem Grün hergestellt werden. Diese Absicht wirkt bis heute nach und macht einen Teil der Attraktivität des Wohngebietes aus.
Dem damaligen Zeitgeist entsprechend und um den Vertriebenen ein Stück Heimatgefühl wiederzugeben, wurden die Straßennamen nach Städten aus den verlorenen Ostgebieten benannt (Hirschberger Weg, Stargarder Weg, Danziger Straße, Ostlandring usw.), gegliedert in „Schlesisches Viertel“, „Pommernviertel“ und „Preußisches Viertel“.
Anfang der 1960er Jahre entstand an der Ecke Auf dem großen Ruhm/Danziger Straße das Kino „Carpe Diem“. Besitzer war Heinz Wemper, dem auch das Reinbeker Sachsenwaldtheater gehörte. Das Einzigartige an dem Kino war das Breitwand-Projektionsverfahren über drei Seiten, das dem Besucher das Gefühl vermittelte, mitten im Geschehen zu sein. Dieses Kino galt damals als das modernste Kino Europas, konnte sich aber nicht lange halten und wurde nach wenigen Jahren wieder geschlossen. Später war in dem Gebäude ein Supermarkt untergebracht, mittlerweile wurde es abgerissen und durch Wohnbebauung ersetzt. In der Danziger Straße befand sich auch das ursprüngliche Betriebsgebäude des Pharmaherstellers Hermal Kurt Herrmann GmbH & Co. OHG. Später verlagerte das Unternehmen seine Produktion in das Industriegebiet Reinbek-Glinde und wurde mittlerweile von Almirall übernommen.